# Seth Sendashonga
Seth Sendashonga (1951 – 16 de maig de 1998) va ser ministre de l'Interior al govern d'unitat nacional a Ruanda després de la victòria militar del Front Patriòtic Ruandès (RPF) després del genocidi ruandès de 1994. Era un hutu políticament moderats del Gabinet Nacional d'Unitat, es va desencantar cada vegada més amb el FPR i eventualment va deixar el càrrec el 1995 després de criticar les polítiques governamentals. Després de sobreviure a un intent d'assassinat a l'exili a Kenya, va iniciar un nou moviment opositor, les Forces de Résistance pour la Démocratie (FRD). Sendashonga va ser assassinat per pistolers no identificats el maig de 1998.

## Biografia
Sendashonga va ser líder d'un moviment estudiantil que s'oposava al govern del president de Ruanda i va haver d'abandonar el país el 1975. En 1992 Sendashonga es va unir al Front Patriòtic Ruandès, el grup rebel que va lluitar en la Guerra Civil ruandesa contra el govern de Habariyamana. El FPR va prendre el poder després de derrotar el govern liderat pel poder hutu que va dur a terme el genocidi ruandès. Sendashonga va poder utilitzar el seu considerable prestigi personal per convèncer altres hutu moderats a unir-se al govern del FPR.
Després de la seva victòria, el FPR va crear un Govern d'Unitat Nacional el juliol de 1994 i va convidar Sendashonga, un hutu políticament moderat, a ser el Ministre de l'Interior. Durant bona part de la seva estada, Sendashonga havia escrit una sèrie d'informes a Kagame sobre matances i desaparicions forçades que es va informar que havien realitzat elements de l'Exèrcit Patriòtic de Ruandès (EPR). El 19 d'abril de 1995, Sendashonga va anar a Kibeho en un intent de calmar la situació després que els soldats de l'EPT van disparar alguns hutus en un camp de desplaçats interns (IDP). Després de tornar a Kigali, va informar al primer ministre Faustin Twagiramungu, al president Pasteur Bizimungu i el vicepresident/ministre de Defensa, Paul Kagame, i va buscar garanties que l'EPR exerciria restriccions. Després de la massacre de Kibeho d'una gran quantitat de desplaçats interns a Kibeho el 22, l'EPR va negar l'entrada de Sendashonga a la zona.
Després que el seu intent de socórrer les víctimes de Kibeho va ser rebutjat, Sendashonga va arribar a la conclusió que els "tutsis ugandesos" que controlaven el FPR no tolerarien cap disconformitat i estaven disposats a fer assassinats en massa per assolir els seus objectius. Tanmateix, tant Sendashonga com Twagiramungu, també hutu, pensaven que la situació podria ser rescatada, ja que la divisió política no reflectia precisament les línies ètniques; alguns polítics tutsis francòfons al FPR es van sentir exclosos pels tutsis angloparlants que havien vingut d'Uganda. Sendashonga va decidir defensar-se d'arrestos arbitraris després que 15 presoners s'haguessin ofegat després de ser detinguts alguns dies després de Kibeho, afirmant que, mentre es referia prudentment als detinguts com a "criminals", "Molts criminals han estat arrestats després del tancament del campament de Kibeho, fent que les presons es trobin més enllà de la seva capacitat". Això va enfurismar Kagame, qui alguns dies abans havia pronunciat un discurs proclamant: "Més del 95% dels antics habitants de Kibeho han tornat a les seves llars i estan en bona forma". Les tensions al gabinet es va agreujar després que Rose Kabuye, alcaldessa de Kigali, anunciés la creació de permisos de residència de la ciutat que es donarien "només a les persones sense culpa" i que serien de color verd per als residents d'edat i blaus per als refugiats que tornaven de Zaire, sospitosos d'estar associats amb l'antic règim hutu. Aquest anunci va provocar el pànic entre la població hutu, que es va apressar per obtenir aquest document vital, abans que Sendashonga cancel·lés el pla de permisos complet a través de la seva autoritat sobre el departament d'Interior.
En aquest moment, el Departament d'Intel·ligència Militar del FPR havia filtrat un comunicat a la premsa que afirmava que Sendashonga, el ministre d'Hisenda Marc Ruganera i el viceprimer ministre Col. Alexis Kanyarengwe, tots hutus, estaven sota la seva vigilància. Com que els assassinats i desaparicions van continuar sense pausa, Sendashonga va prendre la decisió dramàtica de dissoldre les Forces de Defensa Local (LDF), que havien estat creades per reemplaçar la policia després del genocidi, però que posteriorment eren vinculats a un gran nombre de detencions, assassinats i desaparicions. No obstant això, el LDF era l'eina que utilitzava el FPR per fer un seguiment de les àrees rurals, agreujant encara més al ministre de Defensa Kagame. Com a ministre, el govern no va poder atacar Sendashonga directament, però el FPR va començar a acusar el germà de Sendashonga de diverses faltes. Com que les coses van arribar a un punt de ruptura, Twagiramungu va convocar un consell especial de ministres sobre qüestions de seguretat que va començar el 23 d'agost. Durant tres dies, la reunió es va convertir en un conflicte entre Kagame i Sendashonga, qui va rebre el suport de Twagiramungu, Ruganera i, una mica sorprenentment, d'Aloisea Inyumba, la ministra tutsi d'afers de la dona. En l'enfrontament final, Twagiramungu es va enfrontar a Kagame sobre com, dels 145 bourgmestres nomenats pel FPR, 117 eren tutsis, Kagame va sortir de la sala i va acabar la reunió. Més del 95% dels nominats en febrer/març per als càrrecs de nivell d'administració local de "paroisse", "commune" i "préfecture" eren tutsis "estrangers".
Dos dies més tard, el primer ministre Twagiramungu va dimitir, però va ser superat pel president Bizimungu, que no volia que abandonés el govern en els seus propis termes. El 28 d'agost, Bizimungu va arribar davant el Parlament de Rwanda i va demanar un vot públic que va aconseguir despatxar Twagiramungu. L'endemà van ser destituïts Sendashonga, el ministre de Transport i Comunicacions Immaculée Kayumba, el Ministre de Justícia Alphonse-Marie Nkubito i el Ministre d'Informació Jean-Baptiste Nkuriyingoma. Sendashonga i Twagiramungu van ser posats sota arrest domiciliari i els seus documents van ser examinats per qualsevol evidència incriminadora, però van ser eventualment autoritzats a abandonar el país sense cap a finals d'any.

### Exili i assassinat
Sendashonga es va exiliar a Nairobi, Kenya. Allà va planejar volar a Brussel·les per llançar un nou moviment d'oposició anomenat Forces de Résistance pour la Démocratie (FRD) amb el seu antic company hutu moderat Faustin Twagiramungu. Al febrer de 1996, Sendashonga va rebre una crida d'un exiliat de Ruanda que li va brindar documents que demostraren que s'havia intentat un motí dins del FPR. Quan va anar a la cita, va ser conegut per dos homes que el van emboscar, disparant-lo dues vegades amb bales de pistola. La seva vida no estava en perill, però el seu nebot, que estava amb ell, era greument ferit. Sendashonga va reconèixer que un dels seus assassins era el seu ex guardaespatlles quan era ministre. L'altre era Francis Mgabo, un membre del personal de l'ambaixada local de Ruanda, que posteriorment es va descobrir que intentava disposar de la pistola que havia utilitzat en l'atac al bany d'una estació de servei local. El govern de Kenya va demanar Ruanda que retirés la immunitat diplomàtica de Mgabo perquè pogués ser arrestat i jutjat. Ruanda es va negar, provocant un enfrontament entre els dos països en què Kenya va tancar l'ambaixada de Ruanda i ambdós estats van trencar temporalment les relacions diplomàtiques.
Després de recuperar-se de les ferides, Sendashonga va dur a terme el seu pla per iniciar el partit d'oposició FRD a Brussel·les. L'historiador francès Gérard Prunier afirma que la plataforma del partit, que incloïa una crítica profunda del genocidi de 1994, era "una contribució molt valuosa, ja que era una valoració honesta i realista del genocidi d'un grup polític majoritàriament hutu." No obstant això, l'afirmació de Sendashonga de que l'enemic no eren els tutsi, sinó el FPR sota Kagame, era subjecte a dures crítiques per part d'altres polítics hutu que l'acusaven de ser feble. Inversament, Sendashonga va dir de l'ex genocidari lideratge hutu en camps de refugiats del Zaire, "El seu únic programa polític és matar tutsis". Al mateix temps, alguns dels seus antics col·legues tutsis del FPR van continuar subministrant-li informació sobre esdeveniments a Ruanda, aparentment en la creença que caldria una vegada més una vegada que la violència corregués el seu curs.
No obstant això, Sendashonga es va adonar que només els grups que utilitzaven la violència estaven perfilant els esdeveniments, afirmant Prunier: "Tothom fa servir una arma com a forma de seure a la taula de negociació un dia. Si sempre rebutjo utilitzar pistoles, se'm marginarà quan arribi el moment". Sendashonga havia atret a prop de 600 soldats i 40 oficials de les antigues Forces Armades Ruandeses, que estaven disposats a lluitar per ell, perquè el van veure com una alternativa al FPR i l'Exèrcit per l'Alliberament de Ruanda hutu, qui se sentien motivats per formes oposades de racisme violent. Després que Tanzània acordés acollir els camps de formació rebels de Sendashonga, va utilitzar els seus contactes amb Prunier per anar a Uganda i parlar amb Salim Saleh, germà del president Yoweri Museveni, el 3 de maig de 1998. Les relacions entre Uganda i Ruanda s'havien deteriorat i Salim estava obert a la idea d'una nova força per contrarestar el FPR. En aquest moment, Sendashonga es va reunir amb Eva Rodgers del Departament d'Estat dels Estats Units, que no es va comprometre, però no es va oposar a la formació del nou grup armat.
El 16 de maig de 1998, a les 5 de la tarda, Sendashonga anava cap a casa en el cotxe de la seva esposa des del Programa de les Nacions Unides per al Medi Ambient quan va ser assassinat juntament amb el seu conductor Jean-Bosco Nkurubukeye, per dos joves amb AK-47. Twagiramungu, encara a Brussel·les, declarà, "Estic assenyalant al FPR i al seu govern" i es va fer ressò d'altres grups polítics exiliats, tot i que el govern del FPR va negar qualsevol implicació.
Tres homes, David Kiwanuka, Charles Muhaji i Christopher Lubanga foren arrestats per la policia kenyana. Kiwanuka va ser reclamat per ser ruandès, malgrat el seu nom típicament muganda, mentre que Muhaji i Lubanga van ser identificats com a ugandesos. Els tres havien estat identificats, en el que Prunier considera una història "òbviament alimentada per operaris de seguretat poc qualificats de Kigali", pel taxista kenyà Ali Abdul Nasser, qui va afirmar que els tres homes havien intentat contractar-lo com a assassí pagat perquè Sendashonga havia robat 54 milions de dòlars en una aliança criminal amb el pare de Kiwanuka, de qui la policia de Nairobi va declarar que havia estat director dels Serveis d'Immigració de Kigali i que posteriorment havia estat assassinat per Sendasonga, per la qual cosa no hauria de compartir el botí. Aquesta història va sofrir problemes greus quan el propi Director de Serveis d'Immigració, un home anomenat Charles Butera, va començar a manifestar que estava viu, que no tenia cap fill anomenat Kiwanuka, que només coneixia breument Sendashonga i que ningú mai havia robat 54 milions de dòlars estatunidencs.
Malgrat els problemes amb el cas criminal kenyà, els tres homes van romandre a la presó fins al 31 de maig de 2001, quan van ser alliberats per un tribunal. En una audiència de desembre de 2000, la vídua de Sendashonga, Cyriaque Nikuze, va afirmar que el govern de Ruanda estava darrere de l'assassinat i va revelar que havia estat programat per declarar davant el Tribunal Penal Internacional per a Ruanda i la Comissió Parlamentària Francesa d'Investigació. Sendashonga, que havia accedit a testificar per a la defensa en el judici d'Obed Ruzindana, hauria estat el primer membre actual o antic del FPR va declarar davant el Tribunal Penal Internacional. Nikuze afirma que l'oficial d'ambaixada de Rwanda, Alphonse Mbayire, que era l'ambaixador en funcions en aquella època, va organitzar l'assassinat. Mbayire va ser cridat pel seu govern el gener de 2001, immediatament després de l'acusació de Nikuze i poc abans que comencés una nova audiència, va ser assassinat per un tret d'un pistoler no identificat en un bar Kigali el 7 de febrer de 2001.